# Ricardo Celis Araya
Ricardo Patricio Celis Araya (Valparaíso, 11 de julio de 1955) es un médico cirujano, gineco-obstetra y político chileno, exmiembro del Partido por la Democracia (PPD). Desde 2018 hasta 2022 se desempeñó como diputado de la República por el Distrito n.º 23.

## Biografía
Nació el 11 de julio de 1955, en Valparaíso. Hijo de Luis Celis Vargas y de Fresia Lastenia Araya Díaz. Está casado con Lilian Beatriz Fernández Fernández y tiene cuatro hijos. 
Cursó su enseñanza media en el Colegio Rubén Castro, en la ciudad de Viña del Mar. Realizó sus estudios superiores en la Universidad de Chile, donde se tituló como Médico Cirujano. Luego se formó como Gineco-obstetra en la Universidad de La Frontera.
Tiene además formación en endoscopia ginecológica en la Universidad de Perugia en Italia y en la Universidad Clermont Ferrand en Francia, y un Diplomado en Gestión en Salud en la Universidad Diego Portales.
Fue miembro de la Junta Directiva de la Universidad de La Frontera.
Hasta el 10 de marzo de 2018, su carrera profesional se desarrolló de modo preferente en el Hospital Dr. Hernán Henríquez Aravena, en Temuco. Además, se dedicó al ejercicio liberal de la profesión.
Hasta la actualidad, es Profesor Asistente de la Facultad de Medicina de la Universidad de Frontera.

### Carrera política
Fue militante del Partido por la Democracia (PPD), siendo su presidente regional en La Araucanía entre los años 2002 y 2003, y en la actualidad.
Comenzó su carrera política en el gobierno de Ricardo Lagos Escobar. Entre 2000 y 2003, se desempeñó como Director del Servicio de Salud Araucanía Sur.
Entre el 7 de abril de 2003 y el 11 de marzo de 2006 fue intendente de la Región de La Araucanía.
En las elecciones municipales de 2008 fue candidato a alcalde por Temuco, obteniendo 35.695 votos equivalentes al 41,03% de los sufragios, sin lograr ser electo. Al año siguiente fue candidato a diputado por el distrito 50, pero tampoco fue elegido.
Fue elegido concejal por Temuco en las elecciones municipales de 2012, obteniendo la primera mayoría comunal, con 13.248 votos que equivalen al 54,78% del total.
En las elecciones parlamentarias de 2017 fue elegido diputado del PPD representando al 23º Distrito (Carahue, Cholchol, Cunco, Curarrehue, Freire, Gorbea, Loncoche, Nueva Imperial, Padre Las Casas, Pitrufquén, Pucón, Saavedra, Temuco, Teodoro Schmidt, Toltén, Villarrica), IX Región de La Araucanía, período 2018-2022. Obtuvo 16.319 votos correspondientes a un 7,27% del total de sufragios válidamente emitidos. Asumió el cargo el 11 de marzo de 2018.
Integró las comisiones permanentes de Medio Ambiente y Recursos Naturales; y Deportes y Recreación y formó parte del Comité Parlamentario del Partido Por la Democracia. 
En el mes de diciembre de 2022, el exdiputado anunció que firmará por el Partido Liberal, buscando ayudar al partido a su legalización en la Región de La Araucanía.

## Historial electoral

### Elecciones municipales de 2008
- Elecciones municipales de 2008, para la alcaldía de Temuco[2]

### Elecciones parlamentarias de 2009
- Elecciones Parlamentarias de 2009 a Diputados por el distrito 50 (Temuco y Padre Las Casas)[3]

### Elecciones parlamentarias de 2017
- Elecciones parlamentarias de 2017 a Diputados por el distrito 23 (Carahue, Cholchol, Cunco, Curarrehue, Freire, Gorbea, Loncoche, Nueva Imperial, Padre Las Casas, Pitrufquén, Pucón, Saavedra, Temuco, Teodoro Schmidt, Toltén y Villarrica)[4]